# Siemens-Werk Braunschweig

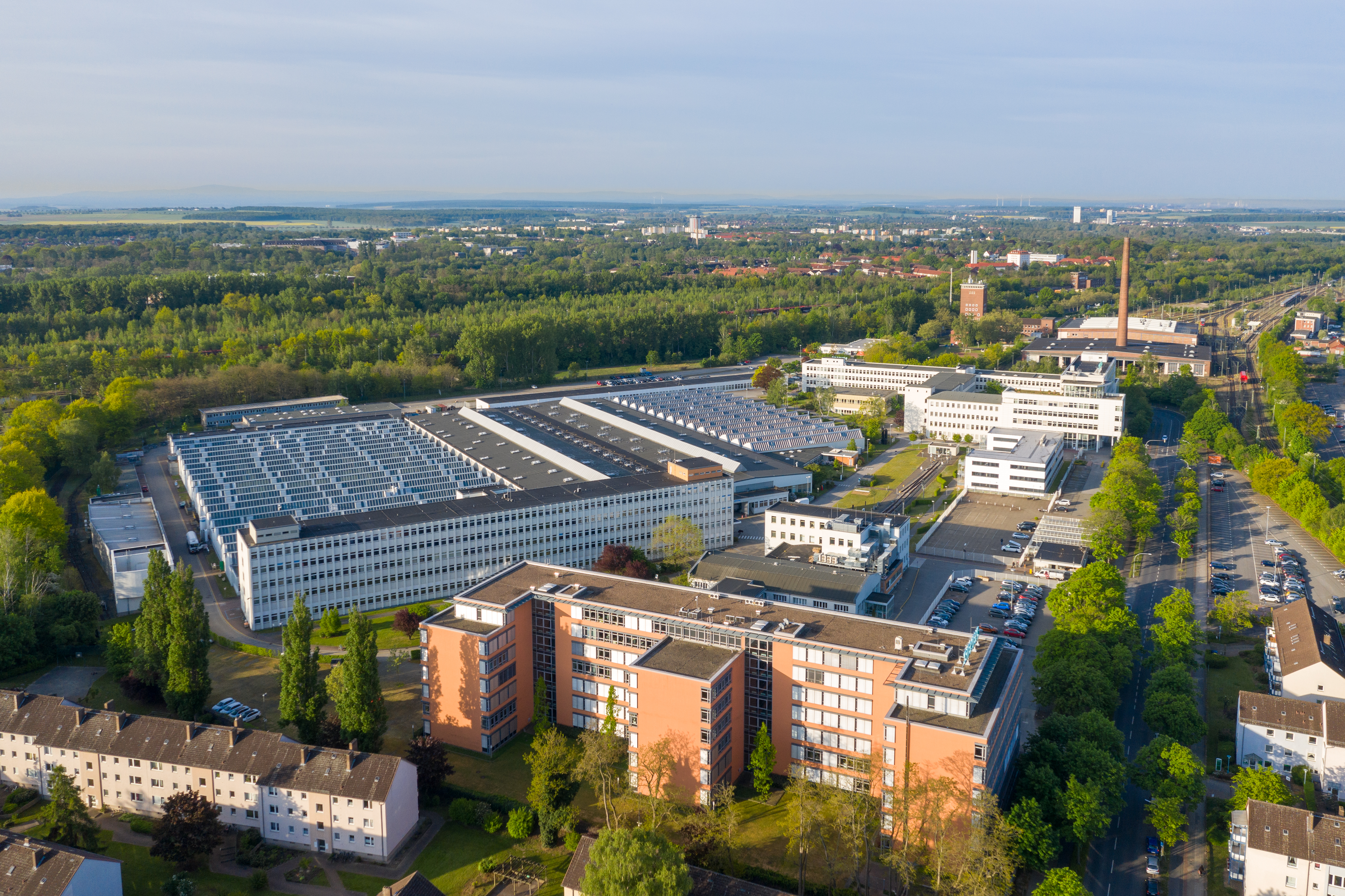
Siemens Mobility Braunschweig
Luftbild des Standortes

Das Werk der Siemens Mobility GmbH in Braunschweig geht auf die 1873 gegründete Eisenbahnsignal-Bauanstalt Max Jüdel & Co zurück. Es ist der weltweit größte Standort für Bahnautomatisierung und gehört zum Siemens-Konzern. Der Betrieb liegt an der Ackerstraße an der Südseite des Hauptbahnhofs im Stadtbezirk Viewegs Garten-Bebelhof.

## Max Jüdel & Co.
Die Eisenbahn hat in Braunschweig eine lange Tradition, seit hier am 1. Dezember 1838 die Herzoglich Braunschweigische Staatseisenbahn, die erste staatliche Eisenbahn in Deutschland, die Strecke zwischen Braunschweig und Wolfenbüttel eröffnete.
Im Jahr 1873 gründete der Braunschweiger Kaufmann Max Jüdel (1845–1910) mit dem Maschinenbau-Ingenieur Heinrich Büssing (1843–1929) die Eisenbahnsignal-Bauanstalt Max Jüdel & Co. Von der Wolfenbütteler Straße zog das Werk bereits 1874 an die Ackerstraße um, wo ein Grundstück von 3,7 ha zur Verfügung stand.

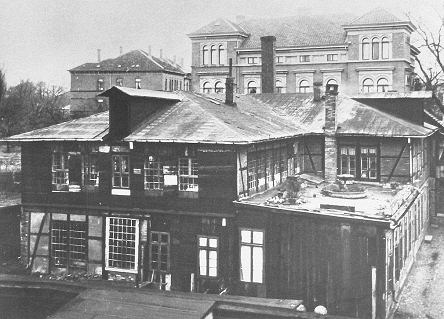
Eisenbahnsignal-Bauanstalt
Max Jüdel & Co um 1900

Das Unternehmen war international tätig und konnte 1880 das 100. Stellwerk ausliefern, 1892 das 1000ste. Ab 1893 wurden elektrische Blockwerke hergestellt, ab 1894 elektromechanische Weichen, und 1894 oder 1899 wurde das erste elektromechanische Stellwerk ausgeliefert.
In dieser Zeit (1893 oder 1898) wurde die Firma auch in eine Aktiengesellschaft umgewandelt, und das Berliner Konkurrenzunternehmen Siemens & Halske AG beteiligte sich zu einem Drittel. Dessen Gründer Werner von Siemens hatte bereits 1847 das erste elektromechanische Läutewerk hergestellt und gilt daher als Pionier der Eisenbahnsignaltechnik.
Im Jahr 1903 zog sich der 60-jährige Büssing mit seinem Kapital aus der Firma zurück, nachdem er in den vergangenen 30 Jahren 92 Patente im Eisenbahnsignalwesen erworben hatte, und gründete die Heinrich-Büssing-Spezialfabrik für Motorwagen und Motoromnibusse, aus der die traditionsreiche Büssing AG hervorging.
Mit 1.300 Mitarbeitern im Jahre 1908 gehörte Max Jüdel & Co. zu den größten Arbeitgebern in Braunschweig. Jüdel starb 1910 und hinterließ sein Vermögen der Stadt Braunschweig als Grundstock für die Max-Jüdel-Stiftung, deren Zinsertrag für soziale Zwecke eingesetzt wurde.
1926 fusionierte die Max Jüdel & Co. mit der Deutschen Eisenbahnsignalwerk AG, die wiederum 1917 durch einen Zusammenschluss der Firmen Schnabel & Henning (Bruchsal), C. Stahmer (Georgsmarienhütte) und Zimmermann & Buchloh (Berlin-Borsigwalde) entstanden war. Nach der Fusion 1926 nannte sich das Unternehmen Eisenbahnsignalbauanstalten Max Jüdel, Stahmer, Bruchsal AG.

## Siemens
Im Jahr 1928 erfolgte ein Zusammenschluss der Signalwerke der Eisenbahnsignalbauanstalten Max Jüdel, Stahmer, Bruchsal AG, der Allgemeinen Electricitäts-Gesellschaft (AEG, Berlin) und der Siemens & Halske AG zu der Vereinigten Eisenbahnsignalwerke GmbH (VES). Die Siemens & Halske AG, die ab 1926 die „induktive Zugbeeinflussung“ (Indusi) entwickelte, übernahm bei diesem Zusammenschluss eine Mehrheitsbeteiligung von 51 %.
Während des Zweiten Weltkriegs wurden von der VES in Braunschweig russische und polnische Zwangsarbeiter beschäftigt, für die eigens Wohnbaracken auf dem Werksgelände errichtet worden waren. Durch Luftangriffe am 14. Januar 1944 und am 8. Mai 1944 wurden weite Teile des Werks zerstört.
Der Wiederaufbau begann 1945, wobei zahlreiche Beschäftigte nach ihrer regulären Arbeitszeit mithalfen. Trotzdem mussten bis 1951 Teile der Fertigung im Freien bzw. nur durch Wellblechdächer geschützt arbeiten.
Am 24. November 1950 wurde die VES vollständig mit der Siemens & Halske AG verschmolzen und nannte sich ab dann Wernerwerk für Eisenbahnsignaltechnik. Die Beschäftigten wurden dabei entsprechend ihrer geleisteten Wiederaufbauarbeit mit Siemens-Aktien belohnt.
1954 wurde eine Shedhalle errichtet, in der die Vorfertigung mit Stanzerei, Dreherei, Bohrerei, Fräserei und Blechschlosserei zusammengefasst wurde. 1960 wurden eine weitere Shedhalle und ein Bürogebäude errichtet. Unmittelbar vor den Toren des Werkes wurde in den Jahren 1956–1960 auf dem Gelände des ehemaligen Braunschweiger Ostbahnhofes der neue Braunschweiger Hauptbahnhof errichtet, dessen signaltechnische Ausrüstung vom Braunschweiger Siemens-Werk geliefert wurde.
Am 27. August 1987 wurde der Grundstein für den Neubau des Hochsicherheits-Rechenzentrums gelegt, das durch die Entwicklung von PCs anstelle der vorher üblichen Terminalrechner und die verbesserte Datenübertragung nach weniger als zehn Jahren überflüssig wurde und nach Erlangen umzog.
1989 wurde der bisherige Unternehmensbereich Eisenbahnsignaltechnik nach einer umfassenden Umstrukturierung in den Bereich Verkehrstechnik eingegliedert, der bis 2011 Siemens Transportation Systems hieß.
Infolge der deutschen Wiedervereinigung übernahm Siemens zwei ehemalige DDR-Betriebe aus der Branche:
- 1991 übernahm Siemens das Werk für Signal- und Sicherungstechnik Berlin (WSSB) in Berlin-Treptow und gliederte es 1992 in den Geschäftsbereich Siemens Transportation Systems ein. Von 1953 bis zur deutschen Wiedervereinigung war das WSSB die größte Produktionsstätte in der DDR für Signaltechnik und Stellwerke gewesen.
- Deutlich später, am 1. Dezember 2001 übernahm Siemens den Geschäftsbetrieb der messMa Magdeburg GmbH & Co. Messgeräte KG in Irxleben, die aus der 1850 in Magdeburg gegründeten Firma Schäffer & Budenberg hervorgegangen war.[3]

Die drei Betriebe in Braunschweig, Irxleben und Berlin-Treptow arbeiten heute sehr eng zusammen und unterstehen einer weitgehend gemeinsamen Verwaltung und Leitung. Die Betriebe in Braunschweig und Irxleben bilden eine gemeinsame Betriebsratseinheit.
1995 wurde am Standort die mechanische Vorfertigung eingestellt. Die dadurch freigewordenen Flächen wurden – insbesondere getrieben durch die Erfahrungen bei der Inbetriebnahme des Stellwerkes Hamburg-Altona 1995 – weitgehend genutzt zur Errichtung von Systemtestzentren, in denen Simulationsanlagen aller gängigen elektronischen Stellwerkstypen für den Nah- und Fernverkehr vorgehalten werden. An diesen Simulationsanlagen werden die Stellwerke und Betriebszentralen parallel zu Montage oder Umbauten simuliert sowie Instandhaltungspersonal, Systemadministratoren und Fahrdienstleiter der Bahnbetreiber geschult.

Außerdem entstand hier die sogenannte Modulmontage, wo für kleine Bahnübergangsanlagen bis hin zu ganzen Stellwerken vorgefertigte Betonhäuschen und standardisierte Containermodule anschlussfertig mit ihrem Innenleben ausgerüstet und so weit wie möglich vorgeprüft werden. Diese Module werden dann per Schwertransport an ihren Aufstellort transportiert und müssen vor Ort nur noch am Kabelabschlussgestell an die Außenanlage angeschlossen werden, was den Montage- und Inbetriebnahmeaufwand vor Ort drastisch reduziert.

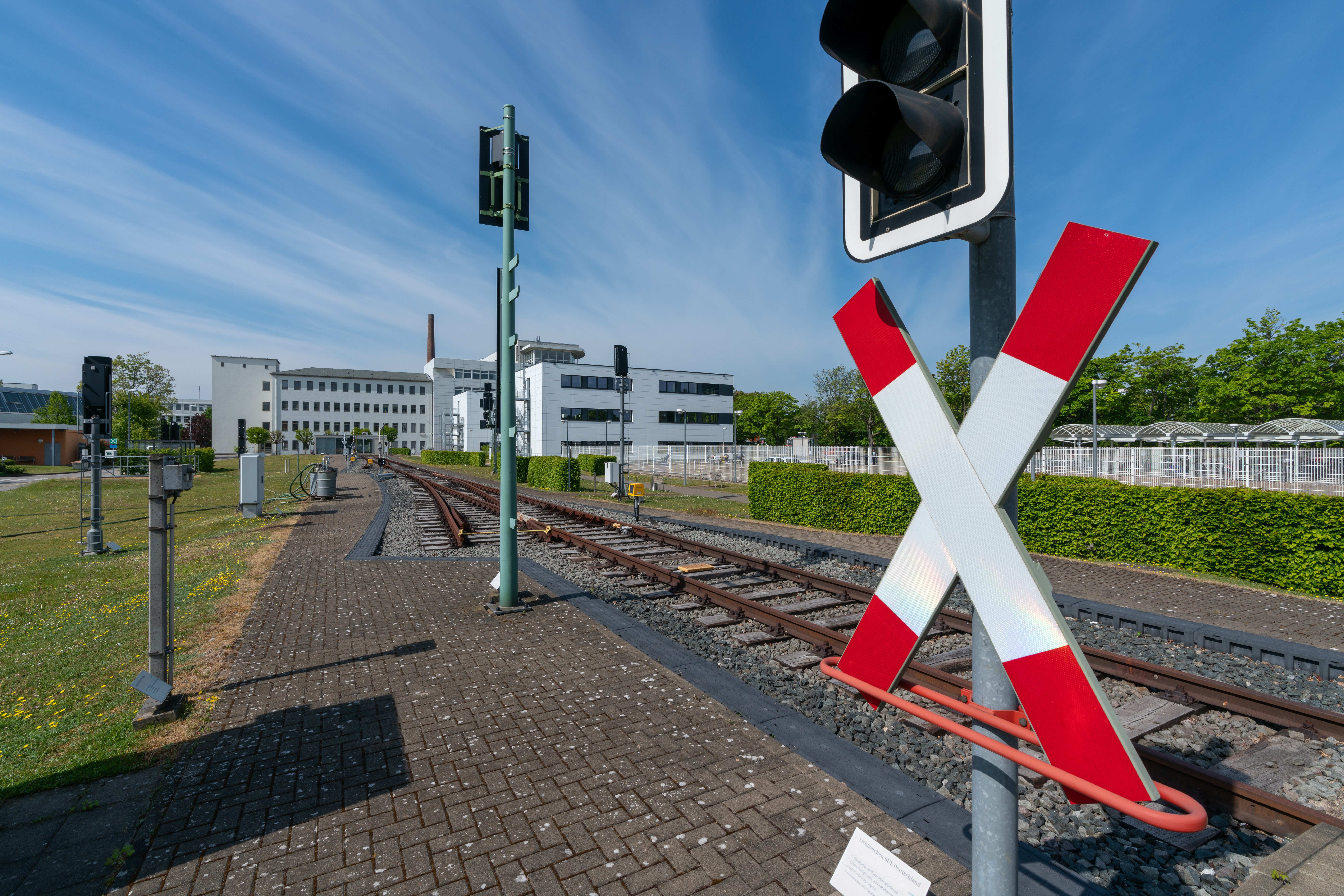
Test- und Präsentationsgleis

2003 wurde u. a. als Ersatz für das so genannte Hauptwerkstättengebäude (HWG) ein neues Gebäude überwiegend mit Büroarbeitsplätzen, aber auch einigen Laboren für ca. 700 Beschäftigte errichtet. Darin wurde auch die am 1. Oktober 2002 gegründete Rail Automation Academy eingerichtet, die damals neben der Kunden- und Mitarbeiterschulung organisatorisch auch die Technische Berufsausbildung umfasste. Auf dem Gelände des abgerissenen Hauptwerkstättengebäudes wurde ein kurzes Test- und Präsentationsgleis installiert.
Am 1. August 2018 waren nahezu alle Beschäftigten des Braunschweiger Standortes von einem Betriebsübergang betroffen, bei dem die damalige Division Mobility zur Vorbereitung einer geplanten Fusion der Bahntechnikaktivitäten mit der französischen Alstom SA aus der Siemens AG herausgelöst und in eine eigenständige Siemens Mobility GmbH umgewandelt wurde. Nachdem die zuständige EU-Kommissarin im Februar 2019 die geplante Fusion aus Wettbewerbsgründen untersagt hatte, wurde sie nicht vollzogen und die Siemens Mobility GmbH verblieb als 100%-Tochter im Siemens-Konzern.
Um ein größeres Team für das Megaprojekt zur Modernisierung des norwegischen Fernbahnnetzes örtlich zusammenziehen zu können, wurde im Jahr 2018 kurzfristig Bedarf erkannt für den Bau eines neuen Bürogebäudes für ca. 160 Beschäftigte. Es wurde in knapp vier Monaten in Modulbauweise errichtet und im Januar 2019 eingeweiht.
Der Siemens-Standort Braunschweig wird in den kommenden Jahren tangiert werden von der geplanten Stadtquartiersumgestaltung „Bahnstadt“, einem Schlüsselprojekt des vom Rat der Stadt Braunschweig beschlossenen Integrierten Stadtentwicklungskonzeptes (ISEK). Der Siemens-Standort befindet mit seiner Lage zwischen Hauptbahnhof und dem nicht mehr genutzten Areal des alten Hauptgüterbahnhofes inmitten des 300 ha großen „Betrachtungsraumes Bahnstadt“ und ist allseits umgeben vom eigentlichen Fördergebiet „Stadtumbaugebiet Bahnstadt“ (82 ha). Im Hinblick auf das „Bahnstadt“-Projekt, aber insbesondere auch als Beitrag zur Sicherstellung erträglicher Temperaturen an den Arbeitsplätzen in Hitzeperioden wurde aus Betriebsratskreisen ab Anfang 2020 eine Begrünung und Bewaldung des Betriebsgeländes in Kombination mit anderen Schwammstadt-Maßnahmen vorgeschlagen.

### Technologische Entwicklung und bedeutende Projekte
1948 wurde das erste Drucktasten-Relaisstellwerk („Dr I“) am Bahnhof Düsseldorf-Derendorf eingesetzt.
1949 wurde das Signalrelais aus der Baureihe K50 entwickelt, das die Voraussetzung für das neue Drucktastenstellwerk DrS darstellte. 1956 wurde für den Bahnhof Kreiensen das erste Spurplanstellwerk („Sp Dr S 57“) ausgeliefert.
In den 1970er-Jahren wurde am Standort Braunschweig die Überwachbare Widerstands-Transistor-Logik (URTL) entwickelt. Kernstück dieser Technik waren zwei weltweit einzigartige integrierte Schaltkreise, ein Majoritäts-Logikgatter und ein Koinzidenz-Flipflop. Beide enthielten zwei Verarbeitungskanäle, die antivalente Wechselsignale taktsynchron verarbeiteten und deren Ergebnisse nach jedem Takt auf Antivalenz geprüft wurden. In Kombination mit EPROMs als Programmspeicher ließen sich daraus frei programmierbare Mikrosteuerwerke beliebiger Bitbreite bauen, die bei negativem Vergleichsergebnis der beiden Verarbeitungskanäle sofort stoppten und in den so genannten „Sicheren Zustand“ gingen (fail-safe Verhalten). Sicherungssysteme dieser Architektur kamen mit Sicherheitsnachweisen vom TÜV Rheinland bei der H-Bahn in Dortmund und in der Transrapid-Versuchsanlage Emsland bei Lathen zum Einsatz. Durch das Aufkommen von Mikroprozessoren wurde diese Technik zwar nicht weiter verfolgt, aber das Prinzip von zwei- oder dreikanaliger Verarbeitung mit Vergleich in den nachfolgenden Mikrocomputersystemen beibehalten.
Ebenfalls in den 1970er-Jahren wurde am Standort Braunschweig mit der Entwicklung der mikroprozessorbasierten elektronischen Stellwerkstechnik begonnen. Seitdem entwickelt der Standort Braunschweig federführend die verschiedenen Generationen und Varianten der SIMIS-Familie (Sicheres Mikrocomputersystem von Siemens), z. B. SIMIS C, SIMIS D und SIMIS W.
Der Rangierbahnhof Maschen ging 1977 als größter Rangierbahnhof der Deutschen Bundesbahn bereits vollautomatisch und rechnergesteuert in Betrieb. 1981 richtete Siemens die Leitstelle der Kölner Verkehrs-Betriebe ein, und 1982 lieferte das Werk das erste vollelektronische Stellwerk aus, das mit Mikrocomputern und Glasfaserkabeln ausgerüstet war.
1996 wurde das elektronische Stellwerk Hannover mit 1024 Stelleinheiten ausgeliefert. Ab wurde 2001 die Betriebsleittechnik für den Transrapid Shanghai entwickelt, der 2004 den Betrieb aufnahm. 2003 wurde in Oslo einer der damals größten Flüssigkristallbildschirme der Welt in der Betriebsleitzentrale der Norges Statsbaner installiert.
Anfang der 1990er-Jahre wurde in Braunschweig auch die so genannte Eurobalise entwickelt, die als sicherheitsrelevantes Element des European Train Control System (ETCS) durch die Europäische Eisenbahnagentur (ERA) standardisiert ist und die zahlreichen länderspezifischen Zugbeeinflussungssysteme ablöst. Als erste standardisierte Bauform erhielt die Eurobalise S21 von Siemens im Jahr 2002 eine europäische Zulassung.
Im August 2011 beauftragte der dänische Bahninfrastrukturbetreiber Banedanmark Siemens Mobility mit der Modernisierung der gesamten Signaltechnik des Kopenhagener S-Bahn-Netzes. Mit einem Auftragsvolumen von 252 Mio. EUR war das zu diesem Zeitpunkt der größte Auftrag, den Siemens auf diesem Gebiet je erhalten hatte. Er umfasste die Lieferung einer komplett neuen Leitzentrale, elektronische Stellwerke vom Typ Sicas, Ausrüstung mit dem vollautomatischen Zugbeeinflussungssystem Trainguard MT sowie Weichenantriebe.
Im August 2015 bekam Siemens Mobility im Konsortium mit dem Infrastrukturunternehmen Cofely-Fabricom (GDF SUEZ) vom belgische Eisenbahninfrastruktur-Betreiber Infrabel den Auftrag zur Ausrüstung von 2.200 Gleiskilometern des belgischen Eisenbahnnetzes mit dem europäischen Zugsicherungssystem ETCS Level 2.
Im April 2018 wurde der Siemens Mobility GmbH vom staatlichen Bahninfrastrukturunternehmen Bane NOR SF der Auftrag zur Ausstattung des gesamten norwegischen Bahnnetzes mit dem Europäischen Zugsicherungssystem ETCS Level 2 vom Typ Trainguard erteilt. Auf den rund 4.200 Streckenkilometern kommen die Stellwerkstechnik vom Typ Simis W sowie das IP-basierte Streckenkommunikationssystem vom Typ Sinet zum Einsatz.
Im September 2021 bekam die Siemens Mobility GmbH aus Ägypten den Auftrag zur schlüsselfertigen Errichtung der ersten Hochgeschwindigkeitsstrecke des Landes mit elektrifiziertem Passagier- und Güterverkehr. Die 660 Kilometer lange Strecke wird die Hafenstädte Ain Sukhna am Roten Meer sowie Marsa Matruh und Alexandria am Mittelmeer verbinden. Die Signaltechnik für dieses Projekt soll überwiegend aus Braunschweig kommen.

### Fertigungsspektrum
Das Produktspektrum der Vereinigten Eisenbahnsignalwerke GmbH VES (1928–1950) ließ sich grob in sechs Hauptgruppen unterteilen:
1. mechanische und elektrische Stellwerke für Weichen und Signale
2. handbediente und selbsttätige Blockeinrichtungen für den Strecken- und Bahnhofsblock
3. mechanische, induktive und magnetische Zugbeeinflussungseinrichtungen
4. selbsttätige Ablaufanlagen für Verschiebebahnhöfe, ferngesteuerte Gleisbremsen
5. Sicherung von Wegübergängen
6. Fernsteuerung von Weichen und Signalen mit zentraler Verkehrsüberwachung, Zugzeitschreiber und Zugnummernmeldung

Das Siemens-Werk Braunschweig war aber nicht immer eine Fertigungsstätte ausschließlich für Eisenbahnsignaltechnik.
Ab 1938 wurden für kurze Zeit auch kleinere Flak- und Panzerabwehrgeschütze hergestellt.
Ab 1950 wurden wegen der politisch unsicheren Lage Berlins viele Teile der dortigen Fertigung nach Braunschweig verlagert, z. B. Grubentelefone, Schiffssignalgeräte, Feuermelder, Polizeimelder, Verkehrssignale (Ampeln und zugehörige Steuerungen) und Fernschreibvermittlungsgeräte. Auch die Technik der beginnenden Autobahn-Notrufsäulenkommunikation wurde zeitweise hier produziert.
Ab 1960 konnte der steigende Bedarf an Fernschreibern aus der Berliner Fertigung nicht mehr gedeckt werden; daher wurde im Braunschweiger Werk eine Zweitfertigung eingerichtet, die zunächst Einzelteile für Berlin, ab 1962 Aggregate und ab 1963 komplette Fernschreiber herstellte. Im Zuge des Hochlaufs der Fernschreiberfertigung musste die Fertigung der Grubentelefone, Schiffssignalgeräte und Verkehrssignale an andere Siemens-Werke verlagert werden. Die Fernschreiberfertigung währte bis September 1980, ab dann war das Werk Braunschweig wieder ein Fertigungsstandort ausschließlich für Eisenbahnsignaltechnik.
Heute stellen fast 4000 Beschäftigte Bahnübergangstechnik, elektronische Stellwerke, Zugbeeinflussungssysteme, Betriebsleittechnik und signaltechnische Anlagen für mehr als 200 Eisenbahnunternehmen in 45 Ländern her, von der computergestützten Fahrplanerstellung bis zur automatischen Diagnose von Weichenantrieben.

### Einrichtungen, Initiativen und Benefits für die Beschäftigten am Standort
Die Belegschaft am Standort Ackerstraße wird durch einen Betriebsrat vertreten, der während der Betriebsratsperiode März 2022 bis März 2026 aus 27 Mitgliedern besteht und sich aus 19 Vertretern der IG Metall und 8 Vertretern der Arbeitsgemeinschaft Unabhängiger Betriebsangehöriger (AUB) zusammensetzt. Beide Betriebsrats„fraktionen“ geben eigene Mitarbeiterzeitungen heraus.

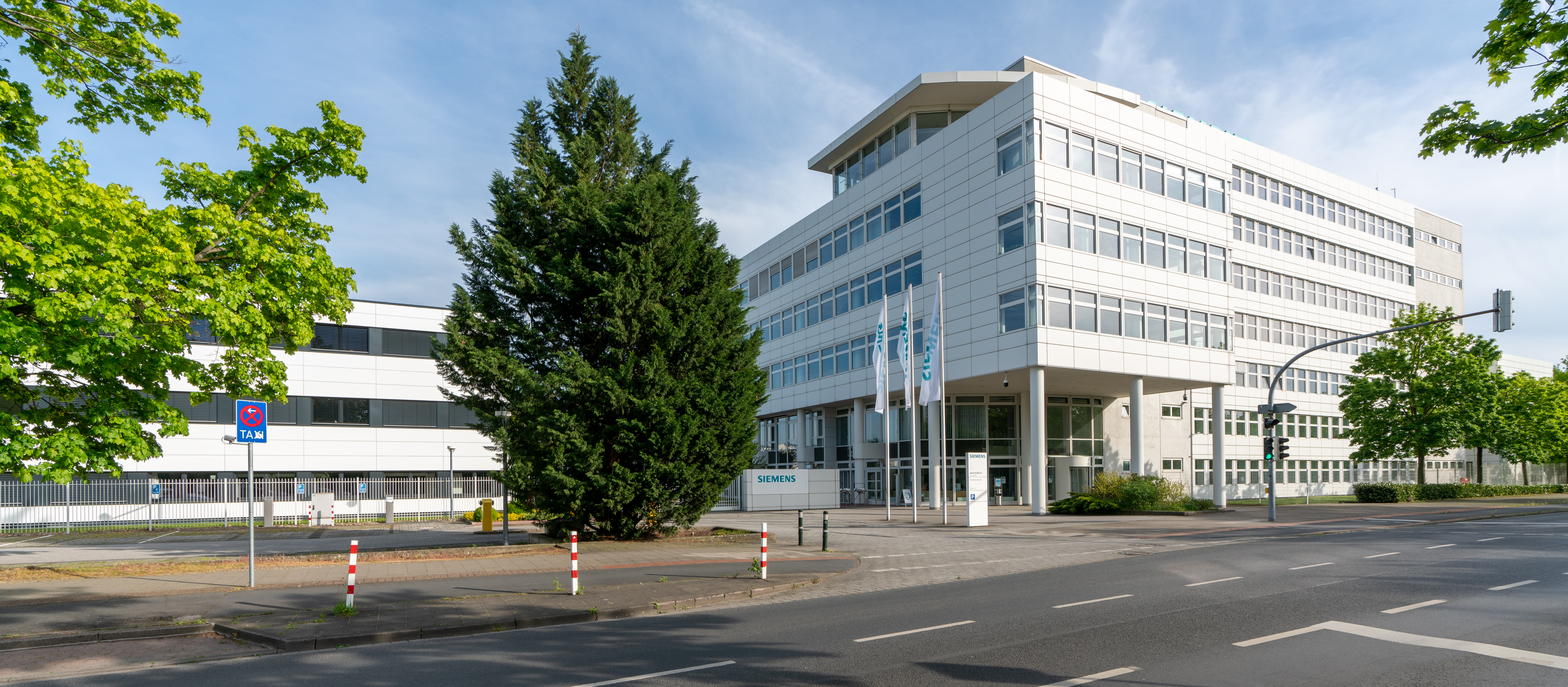
Siemens Mobility Braunschweig
Blick auf den Eingang Mitte

Der Standort bietet die folgenden sozialen Einrichtungen:
- 1 Kantine, 3 Cafeterien
- Fitnessstudio „studio active“
- Betriebsärztlicher Dienst
- Sozialberatung
- Betriebskindergarten[21]
- Eltern-Kind-Büro (nutzbar von Beschäftigten mit kleinen Kindern bei plötzlichen Kinderbetreuungsengpässen)

Der Standort stellt für die Mobilität seiner Beschäftigten ca. 800 PKW-Parkplätze bereit. Zur Förderung umweltfreundlicher Mobilität bietet der Standort mehrere Fahrradabstellanlagen mit insgesamt rund 425 Fahrradparkern, die überwiegend der Qualitätsnorm DIN 79008 entsprechen. ÖPNV-Job-Abonnements des regionalen Verkehrsverbundes und der Deutschen Bahn werden vom Arbeitgeber mit 22 € monatlich bezuschusst, wenn im Gegenzug auf einen Parkplatz am Standort verzichtet wird.